# 利斯基 (加利福尼亞州)
利斯基（英語：Liskey）是位於美國加利福尼亞州莫多克縣的一個非建制地區。該地的面積和人口皆未知。

## 地理
利斯基的座標為41°50′56″N 121°24′36″W / 41.84889°N 121.41000°W，而該地的平均海拔高度為1231米（即4039英尺）。